# Tubeteika

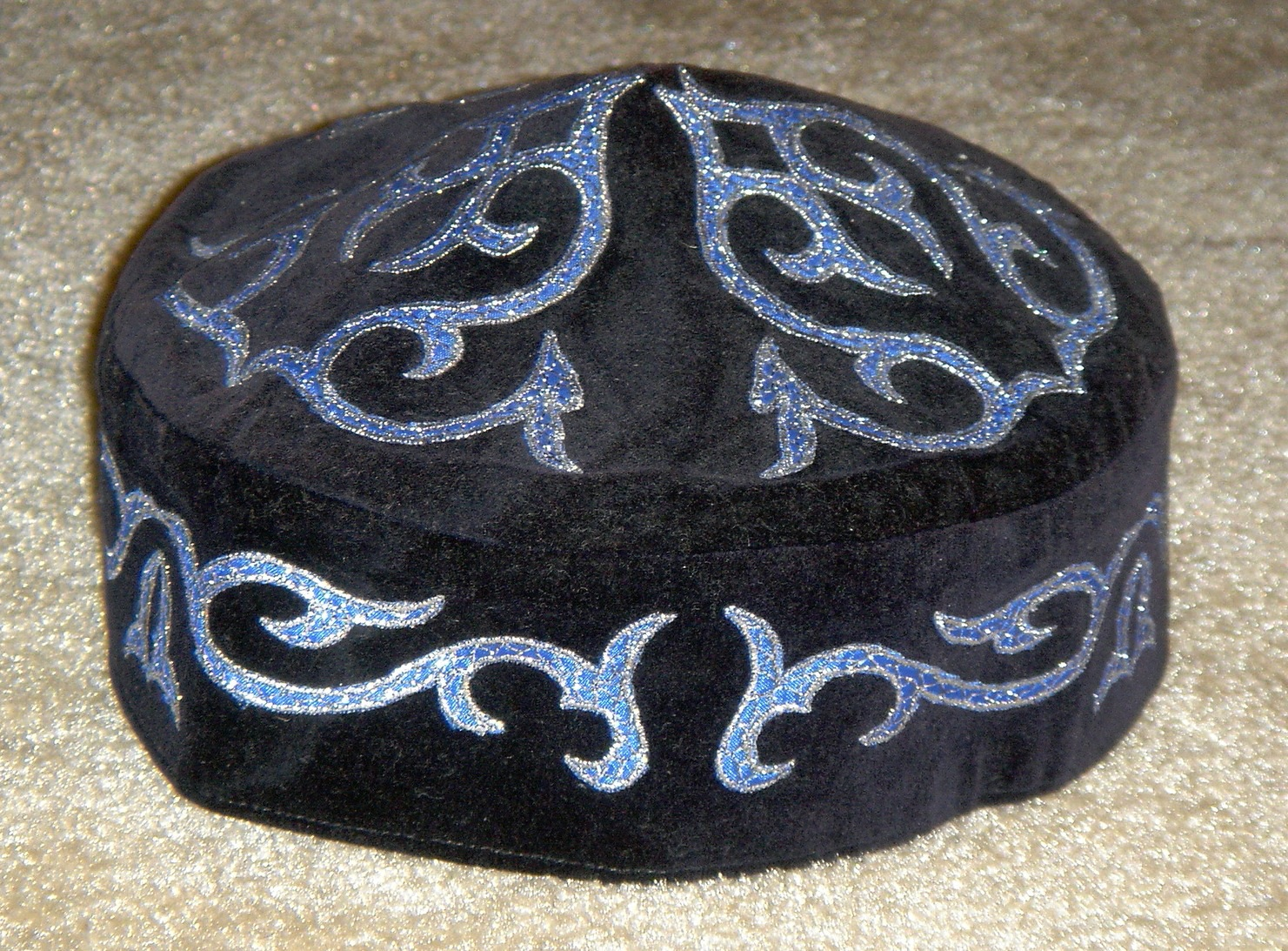
Kazachse tubeteika

Een Tubeteika of tübätäy is een traditioneel Centraal-Aziatisch hoofddeksel, dat ook tegenwoordig wordt gedragen in Kazachstan, Kirgizië en Oezbekistan. De tubeteika wordt meestal gedragen door de Turkse etnische groepen binnen dit gebied.
Het woord tubeteika is afgeleid van het Tataarse woord tubete, dat 'boven' betekent. In Oezbekistan wordt de tubeteika duppi of kalpoq genoemd. De mannelijke variant is vaak van verstevigd katoen, zwart satijn of van fluweel gemaakt. De vrouwelijke variant is van katoen, zijde, brokaat, of  fluweel, niet zelden met goudgeborduurwerk. Er zijn verschillende tubeteika's voor jongere en oudere mannen, vrouwen of kinderen.